# Trần Nhuận Nhi
Trần Nhuận Nhi (tiếng Trung: 陈润儿; sinh tháng 10 năm 1957) là chính khách nước Cộng hòa Nhân dân Trung Hoa. Ông là Ủy viên Ủy ban Trung ương Đảng Cộng sản Trung Quốc khóa XIX, nguyên Bí thư Khu ủy Khu tự trị dân tộc Hồi Ninh Hạ; Phó Bí thư Tỉnh ủy Hà Nam, Tỉnh trưởng Chính phủ Nhân dân tỉnh Hà Nam; Phó Bí thư Tỉnh ủy Hắc Long Giang và Bí thư Thành ủy Trường Sa; Bí thư Thành ủy Tương Đàm thuộc tỉnh Hồ Nam.

## Tiểu sử

### Thân thế
Trần Nhuận Nhi là người Hán sinh tháng 10 năm 1957, người huyện Trà Lăng, thành phố Chu Châu, tỉnh Hồ Nam.

### Giáo dục
Tháng 9 năm 1983 đến tháng 7 năm 1985, Trần Nhuận Nhi theo học chuyên ngành Nông học ban đào tạo cán bộ nông nghiệp, Viện Nông học Hồ Nam nay là Đại học Nông nghiệp Hồ Nam.
Tháng 9 năm 1993 đến tháng 1 năm 1996, ông theo học chuyên ngành quản lý kinh tế lớp nghiên cứu sinh tại chức, Viện Nghiên cứu sinh thuộc Trường Đảng Trung ương Đảng Cộng sản Trung Quốc.

### Sự nghiệp
Tháng 9 năm 1975, 18 tuổi, sau khi tốt nghiệp trung học phổ thông tại trung học thứ nhất huyện Trà Lăng, Trần Nhuận Nhi tham gia công tác làm thư ký cho công xã nhân dân Tư Thông thuộc huyện Trà Lăng, tỉnh Hồ Nam. Tháng 12 năm 1975, ông gia nhập Đảng Cộng sản Trung Quốc.
Tháng 11 năm 1976, Trần Nhuận Nhi chuyển về làm công nhân viên Cục Thương nghiệp huyện Trà Lăng, tỉnh Hồ Nam. Tháng 12 năm 1977, ông đảm nhiệm cán sự Văn phòng Huyện ủy Trà Lăng. Tháng 1 năm 1981, ông được bổ nhiệm làm Bí thư Đảng ủy công xã nhân dân Mã Giang, huyện Trà Lăng.
Tháng 7 năm 1985, ông được bầu làm Ủy viên Ban Thường vụ Huyện ủy Trà Lăng kiêm Phó Huyện trưởng Chính phủ huyện Trà Lăng, tỉnh Hồ Nam. Tháng 4 năm 1987, ông được bổ nhiệm giữ chức Phó Bí thư Huyện ủy Trà Lăng, huyện trưởng Chính phủ huyện Trà Lăng. Tháng 9 năm 1990, ông nhậm chức Bí thư Huyện ủy Trà Lăng.
Tháng 9 năm 1992, ông được bổ nhiệm làm Ủy viên Địa ủy địa khu Sâm Châu, Bí thư Thị ủy (khu hành chính cấp huyện) Sâm Châu, tỉnh Hồ Nam. Tháng 9 năm 1994, ông được bổ nhiệm làm Phó Bí thư Địa ủy địa khu Sâm Châu. Tháng 4 năm 1995, Trần Nhuận Nhi được bổ nhiệm giữ chức Phó Bí thư Thị ủy (khu hành chính cấp địa) Sâm Châu.
Tháng 8 năm 1997, ông được luân chuyển làm Phó Bí thư Địa ủy địa khu Lâu Để kiêm Phó Chuyên viên Cơ quan hành chính Địa khu Lâu Để, tỉnh Hồ Nam. Tháng 2 năm 1998, ông được bổ nhiệm giữ chức Chuyên viên Cơ quan hành chính Địa khu Lâu Để kiêm Phó Bí thư Địa ủy địa khu Lâu Để.
Tháng 2 năm 1999, ông được bổ nhiệm làm Phó Bí thư Ban Cán sự Đảng Sở Khoáng sản địa chất tỉnh Hồ Nam, Phó Giám đốc Sở Khoáng sản địa chất tỉnh Hồ Nam.
Tháng 4 năm 2000, Trần Nhuận Nhi được luân chuyển làm Phó Bí thư Thành ủy Tương Đàm, quyền Thị trưởng Chính phủ nhân dân thành phố Tương Đàm, tỉnh Hồ Nam. Tháng 1 năm 2001, ông chính thức được bầu làm Thị trưởng Chính phủ nhân dân thành phố Tương Đàm. Tháng 2 năm 2003, ông nhậm chức Bí thư Thành ủy Tương Đàm.
Ngày 23 tháng 11 năm 2006, ở tuổi 49, Trần Nhuận Nhi nhậm chức Ủy viên Ban Thường vụ Tỉnh ủy Hồ Nam kiêm Bí thư Thành ủy Trường Sa, thành phố thủ phủ của tỉnh Hồ Nam. Ngày 21 tháng 10 năm 2007, tại Đại hội Đảng Cộng sản Trung Quốc lần thứ 17, Trần Nhuận Nhi được bầu làm Ủy viên dự khuyết Ủy ban Trung ương Đảng Cộng sản Trung Quốc khóa XVII.
Ngày 14 tháng 11 năm 2012, tại phiên bế mạc của Đại hội Đảng Cộng sản Trung Quốc lần thứ 18, ông được bầu lại là Ủy viên dự khuyết Ủy ban Trung ương Đảng Cộng sản Trung Quốc khóa XVIII. Ngày 16 tháng 4 năm 2013, Trần Nhuận Nhi được điều rời khỏi tỉnh Hồ Nam sau nhiều năm công tác, nhậm chức Phó Bí thư Tỉnh ủy Hắc Long Giang ở Đông Bắc Trung Quốc.
Ngày 26 tháng 3 năm 2016, sau ba năm công tác tại Hắc Long Giang, Trần Nhuận Nhi được luân chuyển làm Phó Bí thư Tỉnh ủy Hà Nam, tỉnh ở miền trung của Trung Quốc và được để cử là ứng viên Tỉnh trưởng Chính phủ Nhân dân tỉnh Hà Nam.
Ngày 7 tháng 4 năm 2016, tại hội nghị lần thứ sáu của Đại hội đại biểu nhân dân khóa XII tỉnh Hà Nam, Trần Nhuận Nhi được bầu làm Tỉnh trưởng Chính phủ Nhân dân tỉnh Hà Nam thay cho người tiền nhiệm Tạ Phục Chiêm đã trở thành Bí thư Tỉnh ủy Hà Nam.
Ngày 24 tháng 10 năm 2017, tại phiên bế mạc của Đại hội Đảng Cộng sản Trung Quốc lần thứ XIX, Trần Nhuận Nhi được bầu làm Ủy viên chính thức Ủy ban Trung ương Đảng Cộng sản Trung Quốc khóa XIX.
Ngày 30 tháng 1 năm 2018, tại hội nghị lần thứ nhất của Đại hội đại biểu nhân dân khóa XIII tỉnh Hà Nam, ông được bầu tái đắc cử chức vụ Tỉnh trưởng Chính phủ Nhân dân tỉnh Hà Nam.
Vào ngày 25 tháng 10 năm 2019, Trần Nhuận Nhi được điều chuyển tới Khu tự trị dân tộc Hồi Ninh Hạ, giữ vị trí Bí thư Khu ủy Khu tự trị dân tộc Hồi Ninh Hạ. Ngày 28 tháng 3 năm 2022, ông được miễn nhiệm chức vụ Bí thư Khu ủy, ở tuổi nghỉ hưu.